# 胡 (姓)
胡（こ）は、漢姓の一つ。

## 中国
胡（こ）は、中国の姓の一つ。『百家姓』には158番目に挙げられている。
2020年の中華人民共和国の第7回全国人口調査（国勢調査）に基づく姓氏統計によると中国で15番目に多い姓であり、1664.40万人がいる。一方、台湾の2018年の統計では第38位で、128,704人がいる。
発音が近い名字と区別するために、「古に月の胡」と呼ぶことが多い。

### 起源
南宋の鄭樵が著した『通志』氏族略は、胡姓の起源として、諡を姓としたもの、国名を姓としたもの、改姓によるものを挙げている。
嬀姓胡氏
- 舜の後裔とされる嬀満（本姓は嬀。胡公満とも呼ばれる）は、周の建国時に武王によって陳公に封建され、胡公の諡を得た。胡公の末裔は諱から胡を姓としたという。嬀姓の末裔は5つの姓に分かれたといい（「嬀五姓」、すなわち陳・胡・田・姚・虞）、胡姓はその一つである。

帰姓胡氏
- 春秋時代、現在の安徽省・河南省の省境付近に胡という国があった。帰姓の国と姫姓の国の2つがあったが、いずれも国君の末裔は国号をもって姓とした。

他姓からの改姓
- 「胡毋」（胡母とも）という複姓があり、秦代に太史令胡毋敬、漢代に胡毋生や胡毋班という人物を輩出した。晋代以後、胡毋氏は「胡」の一字姓に改めるようになった。
- 唐末、李姓の皇裔の中で胡三公によって危機を救われ、胡に改姓した者があった。

他民族の漢化
- 『魏書』官氏志によれば、鮮卑の紇骨氏は孝文帝とともに南下して中原に定住し、漢風の姓として「胡氏」に改めた。

### 分布
他にも、契丹、奚、高車、満州民族、ミャオ族、ヤオ族、プミ族、イ族、回族、ナナイ（ホジェン族）、ダウール族、リス族、ペー族、シベ族など、古今の民族（中国の異民族・中国の少数民族）のうちに、多くの胡姓が見られる。

### 郡望・堂号
- 郡望（中国語版） - 安定郡、新蔡郡、新安郡等。
- 堂号（中国語版） - 安定堂、廬陵堂、澹庵堂、明経堂、淮陽堂、敬愛堂、履福堂、篤敬堂、敦仁堂等。

### 著名な人物
- 胡車児 - 後漢から三国時代の武将。
- 胡赤児 - 三国時代の武将。
- 胡奮 - 三国魏から西晋の武将。
- 胡安国 - 北宋の儒学者。
- 胡惟庸 - 明初の政治家。
- 胡宗憲 - 明代の武将。
- 胡漢民 - 清末民初の政治家。
- 胡適 - 中華民国の学者・思想家・外交官。
- 胡文虎 - 20世紀の華僑の実業家。
- 胡金銓（キン・フー） - 香港・台湾で活動した映画監督。
- 胡慧中（シベール・フー） - 台湾の女優。
- 胡耀邦 - 中華人民共和国の政治家。初代中国共産党中央委員会総書記。
- 胡錦濤 - 中華人民共和国の政治家。第4代中国共産党中央委員会総書記・第6代中華人民共和国主席等歴任。

## 朝鮮
胡（ホ）は、朝鮮人の姓の一つである。2015年の韓国の国勢調査による人口は1,494人。

### 著名な人物
- 胡就勲（朝鮮語版） - 独立運動家。

### 氏族
| 氏族（本貫） | 始祖   | 人数（2015年） | 備考     |
| ------------ | ------ | -------------- | -------- |
| 加平胡氏     |        | 206            |          |
| 甲平胡氏     |        | 12             |          |
| 江陵胡氏     |        | 10             |          |
| 江西胡氏     |        | 10             |          |
| 開平胡氏     |        | 7              |          |
| 九安胡氏     |        | 5              |          |
| 吉州胡氏     |        | 51             |          |
| 羅州胡氏     |        | 5              |          |
| 大邱胡氏     |        | 16             |          |
| 密陽胡氏     |        | 15             |          |
| 潘応胡氏     |        | 7              |          |
| 遂安胡氏     |        | 80             |          |
| 順安胡氏     |        | 32             |          |
| 順雲胡氏     |        | 8              |          |
| 崇安胡氏     |        | 227            |          |
| 承安胡氏     |        | 9              |          |
| 牙山胡氏     |        | 41             |          |
| 岳陽胡氏     |        | 111            |          |
| 安養胡氏     |        | 5              |          |
| 崖江胡氏     |        | 11             |          |
| 崖京胡氏     |        | 9              |          |
| 龍岡胡氏     |        | 9              |          |
| 隆安胡氏     |        | 9              |          |
| 宜寧胡氏     |        | 11             |          |
| 仁川胡氏     |        | 6              |          |
| 定陽胡氏     |        | 16             |          |
| 定州胡氏     |        | 12             |          |
| 昌州胡氏     |        | 8              |          |
| 巴陵胡氏     | 胡安国 | 136            | 파능호씨 |
| 巴陵胡氏     | 胡安国 | 84             | 파릉호씨 |
| 八陵胡氏     |        | 6              |          |
| 八寧胡氏     |        | 12             | 팔령호씨 |
| 八寧胡氏     |        | 20             | 팔영호씨 |
| 平山胡氏     |        | 138            |          |
| 豊川胡氏     |        | 5              |          |
| 漢陽胡氏     |        | 14             |          |
| 匈安胡氏     |        | 20             |          |

## ベトナム
胡（ホー）は、ベトナムの姓の一つ。

### 著名な人物
- 胡季犛（ホー・クイ・リ） - 胡朝の建国者。
- ホー・チ・ミン（胡志明） - ベトナムの革命家。本名は阮必成。